# Animotion
Animotion är ett amerikanskt synth- och new wave-band som hade två top-10 hits i USA och en i Storbritannien. Gruppens genombrott kom med låten Obsession. Låten lyckades ta sig till sjätte plats i USA och femte i Storbritannien 1985. Gruppen fick sedan vänta ända tills 1989 för att få en till hit. De fick en hit med låten Room to Move.Låten tog sig till nionde plats i USA men blev ingen hit i Storbritannien. Gruppen upplöstes 1990 men har återförenats.

## Diskografi
Studioalbum
- 1985 - Animotion
- 1986 - Strange Behavior
- 1989 - Animotion (Room to Move)
- 2017 - Raise Your Expectations

Samlingsalbum
- 1996 - Obsession: The Best of Animotion
- 2006 - 20th Century Masters: The Best of Animotion

Singlar
- 1984 - Obsession (#6 på Billboard Hot 100, dessutom #35 på Billboard Hot Dance Club Songs)
- 1985 - Let Him Go (#39 US)
- 1986 - I Engineer (#76 US, #27 US Dance)
- 1986 - I Want You (#84 US)
- 1989 - Room to Move (#9 US, dessutom #46	 på Billboard Adult Contemporary)
- 1989 - Calling It Love (#53 US)